# كوون تايك يول
كوون تايك يول (مواليد 27 نوفمبر 1957) هو سبّاح كوري جنوبي، مثّل بلاده في الألعاب الأولمبية الصيفية 1988.

## روابط خارجية
كوون تايك يول على موقع أوليمبيديا (الإنجليزية)